# هایلیگنشتادت ین اوبرفرانکن
هایلیگنشتادت ین اوبرفرانکن (به آلمانی: Heiligenstadt in Oberfranken) یک شهر در آلمان است که در بامبرگ واقع شده‌است. هایلیگنشتادت ین اوبرفرانکن ۳٬۶۳۰ نفر جمعیت دارد.